# Wahrenholz
Wahrenholz is een gemeente in de Duitse deelstaat Nedersaksen. De gemeente maakt deel uit van de Samtgemeinde Wesendorf in het Landkreis Gifhorn. Wahrenholz telt 3.673 inwoners. Naast het dorp Wahrenholz omvat de gemeente de dorpen Betzhorn, Weißes Moor, Weißenberge en Teichgut.
- Gemeinsame Normdatei: 7530637-2
- MusicBrainz: cd94d366-716a-4b31-abcc-b38f83e78f7f
- Virtual International Authority File: 244319147

Adenbüttel · 
Barwedel · 
Bergfeld · 
Bokensdorf · 
Brome · 
Calberlah · 
Dedelstorf · 
Didderse · 
Ehra-Lessien · 
Gifhorn · 
Giebel gemeentevrij gebied · 
Groß Oesingen · 
Hankensbüttel · 
Hillerse · 
Isenbüttel · 
Jembke · 
Leiferde · 
Meine · 
Meinersen · 
Müden (Aller) · 
Obernholz · 
Osloß · 
Parsau · 
Ribbesbüttel · 
Rötgesbüttel · 
Rühen · 
Sassenburg · 
Schönewörde · 
Schwülper · 
Sprakensehl · 
Steinhorst · 
Tappenbeck · 
Tiddische · 
Tülau · 
Ummern · 
Vordorf · 
Wagenhoff · 
Wahrenholz · 
Wasbüttel · 
Wesendorf · 
Weyhausen · 
Wittingen